# Copa Venezuela 1995
La Copa Venezuela de Fútbol 1995 es una competición organizada por la Federación Venezolana de Fútbol (FVF).
En este torneo la puntuación fue: 3 puntos por ganado, 2 puntos por empates ganados en penales y 1 punto por empate perdido en penales.

## Equipos participantes
| - Minervén Bolívar - Caracas FC - Deportivo Anzoátegui - Deportivo Italia - Marinos FC - Llaneros de Guanare - Unión Deportiva Lara - Estudiantes de Mérida FC - Unicol FC - Saman de Aragua - Trujillanos FC - Unión Atlético Táchira FC |  | - Universidad de Los Andes FC - Monagas SC - Mineros de Guayana - Atlético Zamora - Valencia FC - Atlético El Vigía - Industriales del Caroní - Club Sport Marítimo - Atlético San Cristóbal - Deportivo Tuy - Maracaibo FC |

## Ronda de Grupos
NOTA: "GPen" indica Ganados en tanda de tiros penales.

### Grupo A
|   | Equipo               | PTS | JJ | JG | GPen | JE | JP | GF | GC | DG |
| - | -------------------- | --- | -- | -- | ---- | -- | -- | -- | -- | -- |
| 1 | Caracas FC           | 10  | 4  | 3  | 0    | 1  | 0  | 9  | 4  | +5 |
| 2 | Marinos FC           | 7   | 4  | 1  | 2    | 0  | 1  | 6  | 6  | 0  |
| 3 | Deportivo Anzoátegui | 1   | 4  | 0  | 0    | 1  | 3  | 1  | 6  | -5 |

### Grupo B
|   | Equipo                      | PTS | JJ | JG | GPen | JE | JP | GF | GC | DG  |
| - | --------------------------- | --- | -- | -- | ---- | -- | -- | -- | -- | --- |
| 1 | Trujillanos FC              | 15  | 6  | 5  | 0    | 0  | 1  | 21 | 8  | +13 |
| 2 | Atlético San Cristóbal      | 12  | 6  | 4  | 0    | 0  | 2  | 12 | 6  | +6  |
| 3 | Maracaibo FC                | 8   | 6  | 2  | 1    | 0  | 3  | 4  | 9  | -5  |
| 4 | Universidad de Los Andes FC | 1   | 6  | 0  | 0    | 1  | 5  | 5  | 19 | -14 |

### Grupo C
|   | Equipo                  | PTS | JJ | JG | GPen | JE | JP | GF | GC | DG  |
| - | ----------------------- | --- | -- | -- | ---- | -- | -- | -- | -- | --- |
| 1 | Minervén Bolívar        | 14  | 6  | 4  | 0    | 2  | 0  | 13 | 3  | +10 |
| 2 | Monagas SC              | 13  | 6  | 3  | 2    | 0  | 1  | 4  | 2  | +2  |
| 3 | Mineros de Guayana      | 9   | 6  | 3  | 0    | 0  | 3  | 9  | 9  | 0   |
| 4 | Industriales del Caroní | 0   | 6  | 0  | 0    | 0  | 6  | 2  | 14 | -12 |

### Grupo D
|   | Equipo                    | PTS | JJ | JG | GPen | JE | JP | GF | GC | DG  |
| - | ------------------------- | --- | -- | -- | ---- | -- | -- | -- | -- | --- |
| 1 | Unión Atlético Táchira FC | 17  | 6  | 5  | 1    | 0  | 0  | 16 | 3  | +13 |
| 2 | Atlético El Vigía         | 7   | 6  | 1  | 1    | 2  | 2  | 6  | 10 | -4  |
| 3 | Unicol FC                 | 6   | 6  | 2  | 0    | 0  | 4  | 6  | 10 | -4  |
| 4 | Estudiantes de Mérida FC  | 6   | 6  | 1  | 1    | 1  | 3  | 3  | 8  | -5  |

### Grupo E
|   | Equipo              | PTS | JJ | JG | GPen | JE | JP | GF | GC | DG |
| - | ------------------- | --- | -- | -- | ---- | -- | -- | -- | -- | -- |
| 1 | Club Sport Marítimo | 15  | 6  | 4  | 1    | 1  | 0  | 14 | 7  | +7 |
| 2 | Deportivo Italia    | 11  | 6  | 2  | 2    | 1  | 1  | 10 | 9  | +1 |
| 3 | Valencia FC         | 6   | 6  | 0  | 2    | 2  | 2  | 4  | 7  | -3 |
| 4 | Deportivo Tuy       | 4   | 6  | 1  | 0    | 1  | 4  | 8  | 13 | -5 |

### Grupo F
|   | Equipo               | PTS | JJ | JG | GPen | JE | JP | GF | GC | DG  |
| - | -------------------- | --- | -- | -- | ---- | -- | -- | -- | -- | --- |
| 1 | Unión Deportiva Lara | 14  | 6  | 3  | 2    | 1  | 0  | 17 | 5  | +12 |
| 2 | Atlético Zamora      | 13  | 6  | 4  | 0    | 1  | 1  | 9  | 7  | +2  |
| 3 | Llaneros de Guanare  | 8   | 6  | 1  | 2    | 1  | 2  | 11 | 6  | +5  |
| 4 | Saman de Aragua      | 1   | 6  | 0  | 0    | 1  | 5  | 2  | 21 | -19 |

## Ronda Final
|   | Equipo                    | PTS | JJ | JG | GPen | JE | JP | GF | GC | DG  |
| - | ------------------------- | --- | -- | -- | ---- | -- | -- | -- | -- | --- |
| 1 | Caracas FC                | 20  | 10 | 6  | 1    | 0  | 3  | 18 | 8  | +10 |
| 2 | Trujillanos FC            | 18  | 10 | 6  | 0    | 0  | 4  | 13 | 9  | +4  |
| 3 | Unión Atlético Táchira FC | 16  | 10 | 5  | 0    | 1  | 4  | 10 | 11 | -1  |
| 4 | Unión Deportiva Lara      | 15  | 10 | 3  | 3    | 0  | 4  | 10 | 14 | -4  |
| 5 | Minervén Bolívar          | 11  | 10 | 3  | 0    | 2  | 5  | 14 | 15 | -1  |
| 6 | Club Sport Marítimo       | 10  | 10 | 2  | 1    | 2  | 5  | 12 | 20 | -8  |

Caracas FC

Campeón

| Predecesor: 1994 | Copa Venezuela 1995 | Sucesor: 1996 |

- Datos: Q5787546